# Stanisław Parzymies
 (juillet 2016).
Stanislaw Edward Parzymies (né le 11 octobre 1938 à Krasnystaw) est un chercheur en relations internationales polonais. C'est l'ancien président du Conseil scientifique de l'Institut des affaires internationales de l'Université de Varsovie. Son domaine de recherche est l'Europe notamment la France. Il a écrit plusieurs ouvrages et publications scientifiques concernant la Politique étrangère de la France. Le 18 mars 2014 il a  obtenu un  Ordre des Palmes Académiques